# Gardner & Company
La Gardner & Company, est une entreprise familiale newyorkaise d'ameublement, active de 1863 à 1888. Elle était localisée 183 Canal Street à New-York. Elle avait des ateliers East 61st street à New York, et aussi à Glen Gardner, Comté de Hunterdon dans le New Jersey. 
La famille associée comprenait George Gardner, William Gardner, Oliver L. Gardner et Jane E. Gardner, originaires de Brooklyn.
L'entreprise des Gardners a commence début des années 1860 comme une petite entreprise de chaises et d'encadrement de peinture, dans une bourgade qui s'appelait alors Sodom, Comté de Hunterdon dans le New Jersey. Le bois brut non raboté utilisé pour les chaises y arrivait par chemin de fer ; la société Railroad of New Jersey avait construit un dépôt dans le village en 1852. 
Bientôt, l'usine employa sept cents ouvriers. Précédemment appelée successivement Eveland's Tavern, Spruce Run Mills et Sodom (supposément à cause de l'indifférence des habitants à l'égard d'un évangéliste errant), durant cette période de boom économique, la ville fut rebaptisée Glen Gardner en l'honneur des frères Gardner, qui étaient probablement aussi les plus gros propriétaires terriens de la région. La concurrence a ruiné le commerce des encadrements, mais George Gardner a alors breveté le procédé de production des chaises perforées, destinées aux ferries et aux tramways. Finalement, un incendie et une inondation ont détruit l'usine et les frères Gardner s'en sont retournés à New York, mettant ainsi fin à l'ère industrielle de la ville, tandis que le nom de Glen Gardner est resté,,. Il est probable qu'alors, les activités de fabrication se déplacent East 61st street à New York. Mais avant qu'ils ne déménagent deux fabriques de meubles sont attestées à Glenn Gardner en 1873 comme un témoignage de leur réussite.

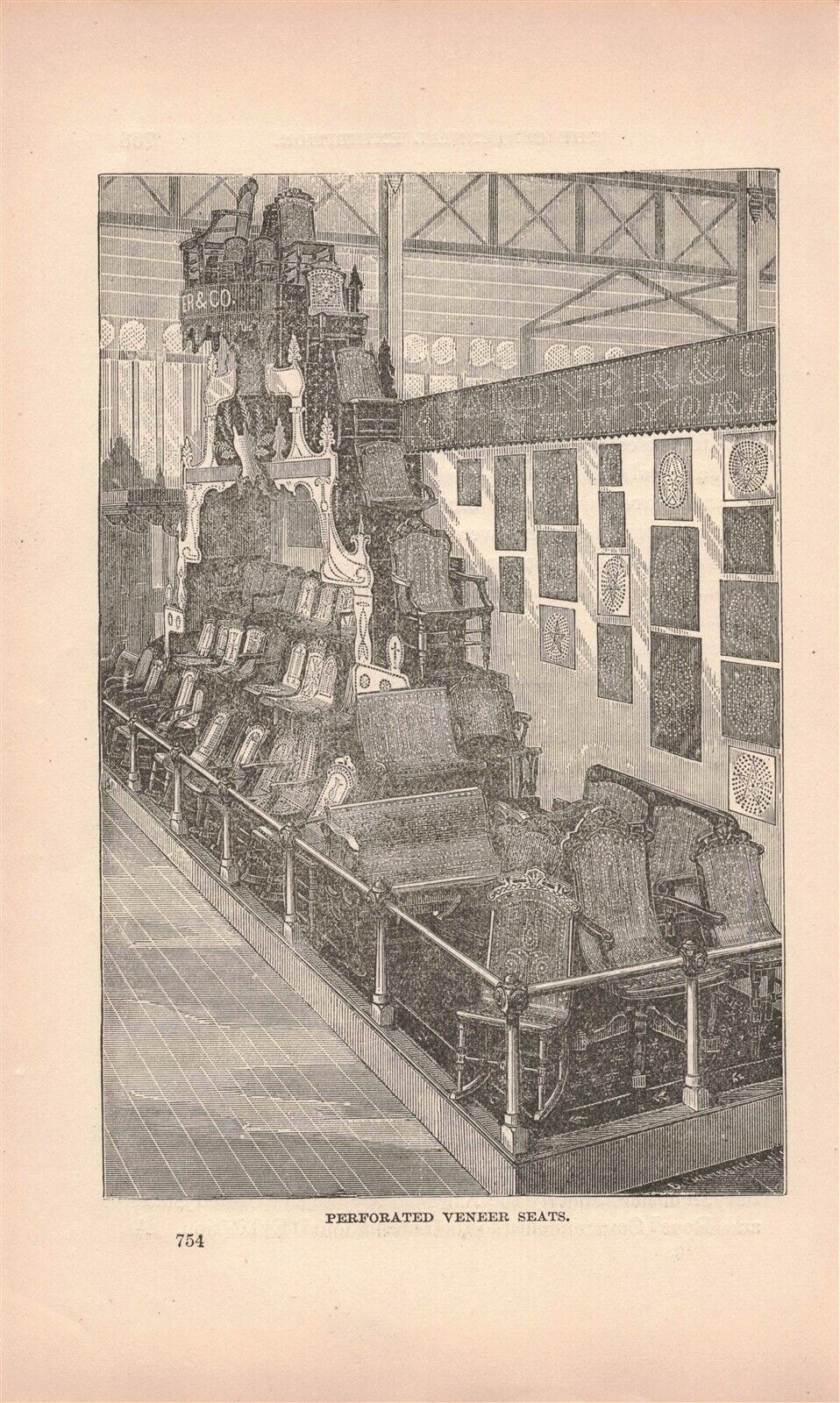
Perforated Veneer Chairs. Gardner & Company. The Centennial Exposition. Philadelphia. 1876

George Gardner invente donc un produit qui se conçoit premièrement comme un matériau de remplacement pour les assises de sièges, breveté le 21 mai 1872 et le 3 juin 1873. Avec ses frères, il fonde Gardner & Company afin de produire en masse diverses chaises et bancs innovants intégrant les brevets. Le placage était produit à partir d'un sandwich collé de minces placages de bois étuvés à la vapeur sous pression dans une presse double face innovante, avant d'être séché,. Les assises en contreplaqué percé des Gardners étaient vus comme un remplacement potentiel, moins cher, plus solide et plus durable que le cannage traditionnel. Grâce à son adaptabilité, le produit proposé par les Gartners pouvait être installé sans grande compétence sur des cadres de chaises de différentes tailles et formes,. Le brevet de 1872 prévoyait que les assises puissent être laissées solides, ou perforées selon la fantaisie de celui qui les faisait fabriquer. On pouvait donner une forme légèrement bombée au placage. Les assises des chaises Gardner étaient perforées selon des conceptions simples et devaient durer éternellement si elles n'étaient pas exposées à l'humidité pendant un certain temps.
Le produit sera vendu jusqu'en Europe et particulièrement en Allemagne : le produit est fabriqué à partir d'une grande variété de types de matériaux ; en termes de durabilité, les assises de bouleau sont préférables à celles dans d'autres essences de bois. Cependant, le bois de noyer noir, que l'on trouve souvent en Amérique, ainsi que le bois de frêne et d'érable, sont également souvent utilisés. Ils sont disponibles sous le nom d'érable argenté et sont clouées avec des clous en laiton brillant sur le bâti de la chaise. Pour les fauteuils et les fauteuils à bascule, les bancs des wagons de chemin de fer, des ferries à vapeur, l'assise et le dossier sont constitués d'une seule pièce qui est pliée selon une forme confortable pour s'adapter exactement au corps. Les plaquages font une concurrence sérieuse au cannage et souvent les cannages cassées sont remplacées par des plaquages, qui peuvent être achetées individuellement dans n'importe quelle taille. Ils sont découpés selon la forme souhaitée. Les plaquages sont appréciés pour leur aspect, leur durabilité et leur facilité d'entretien. Le plaquage sera également largement utilisé pour les chemins de fer, des sièges construits de telle manière que le siège lui-même a exactement la même forme que le dossier et peut être rabattu, etc.,.
Lors de la fabrication des placages, les plis sont étuvés puis collés ensemble, croisés. Ils sont ensuite fortement pressés selon la forme souhaitée, dans une presse à vapeur. Tant que le siège est encore entre les plaques de la presse, des trous y sont percés à l'aide de machines, les mâchoires de presse présentant les trous correspondants qui servent de gabarit. Ces trous, qui sont destinés à l'aération d'une part et à l'embellissement d'autre part, sont dans divers dessins et sont souvent disposés sous forme de lettres ou sous forme d'avertissement publicitaire.
Pour l'exportation vers l'Europe, notamment l'Allemagne, les plaquages ne sont ni polis, ni vernis ni découpés dans la forme définitive afin de pouvoir être passés en franchise de droits comme matière première.

Quelques brevet de Gardner & Company entre 1872 et 1878
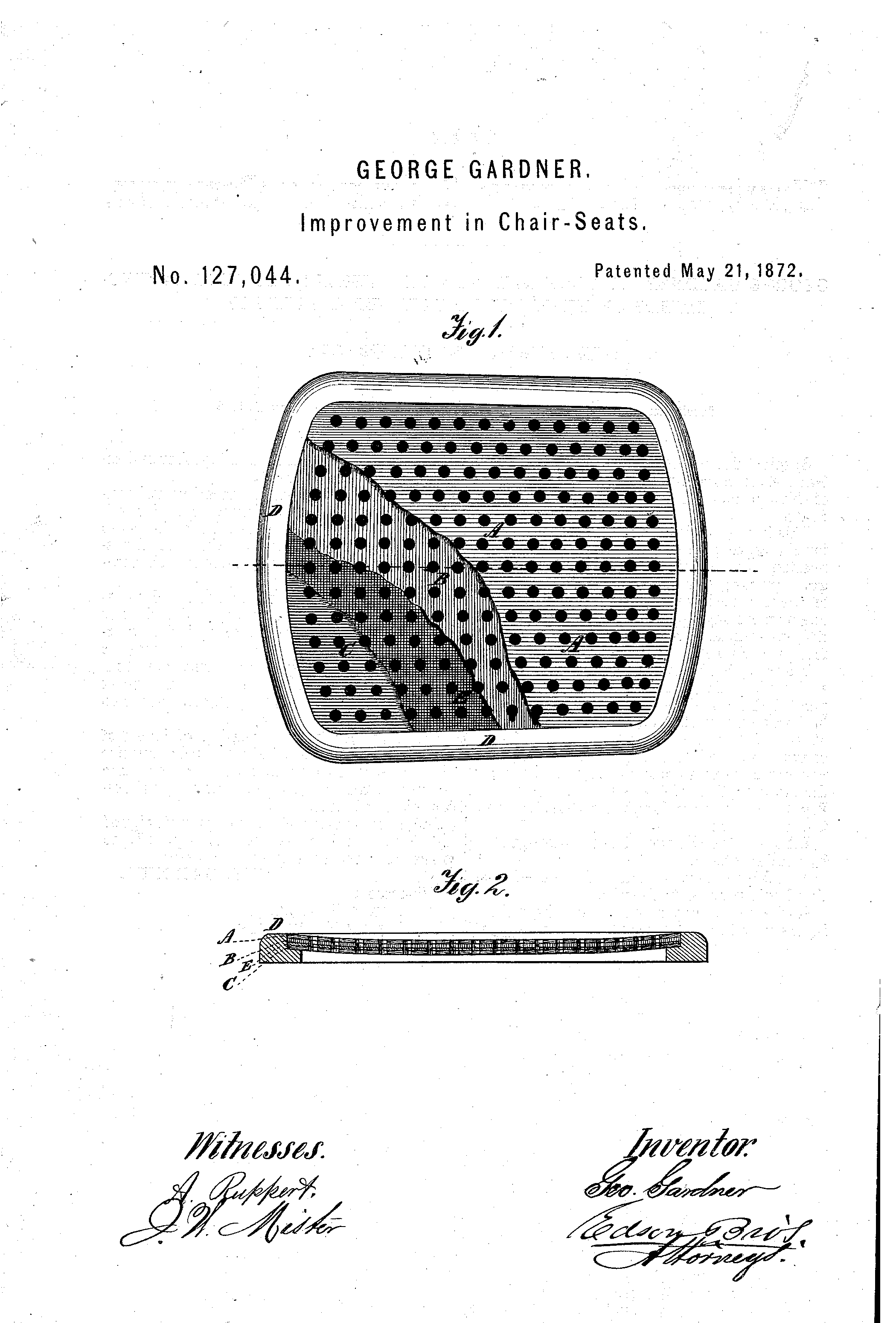
George Gardner. Improvement in chair-seats ; brevet US127044 du 21 Mai 1880.
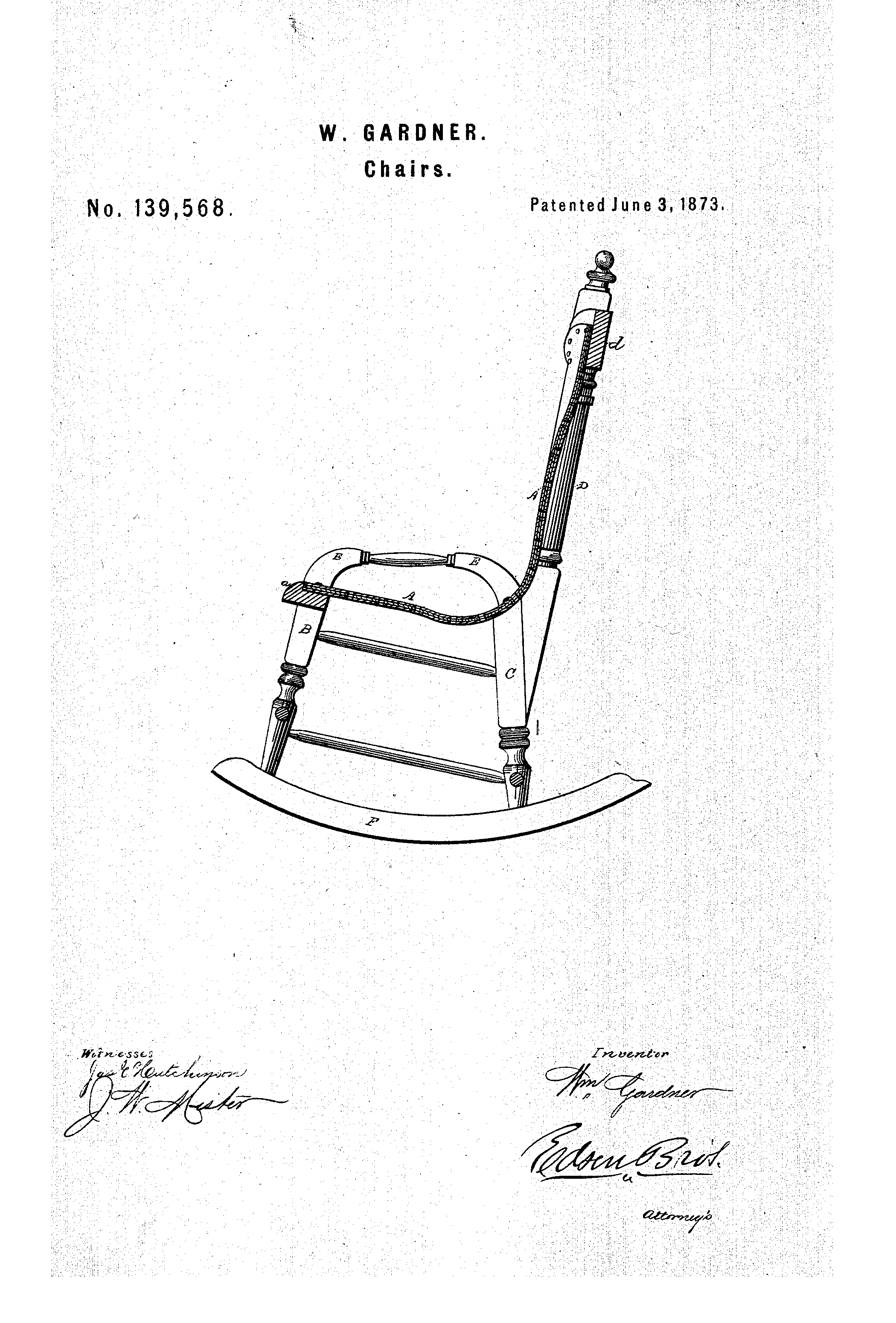
William Gardner. Chairs.; brevet US139568 du 3 Juin 1873
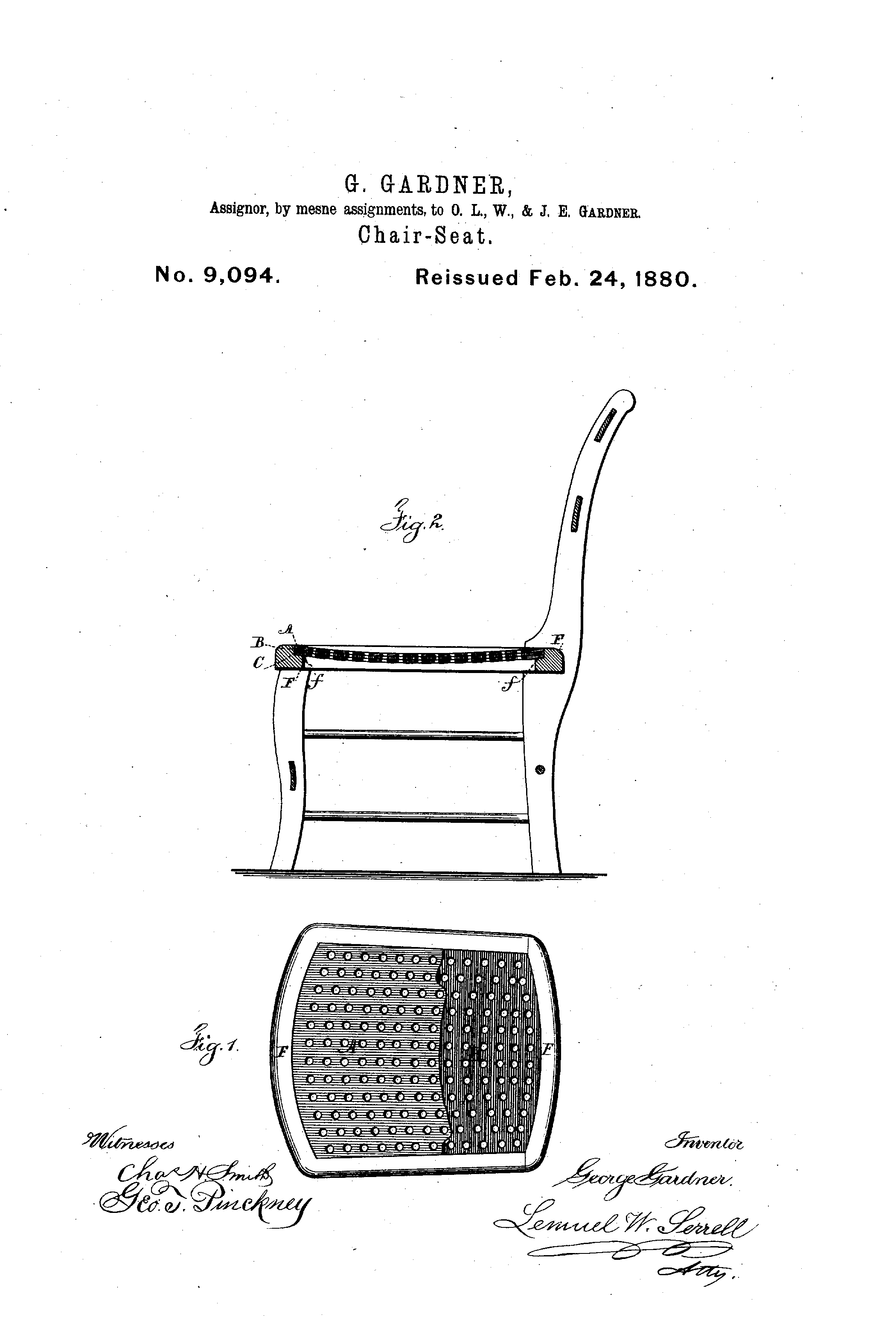
George Gardner. Chair-seats ; brevet USRE9094 du 24 février 1880

L'entreprise était en avance sur son temps, utilisant systématiquement le contreplaqué dans la conception de ses meubles. Bientôt le contreplaqué utilisé pour les assises fut aussi utilisé pour les dossiers, et finalement plié pour réunir l'assise et le dossier, le rendant autoportant, et permettant de se passer de la traverse arrière du siège, ce que montre le brevet de 1873 . Le brevet original fut réédité plusieurs fois en 1876 et 1880, ce qui témoigne de la culture commerciale hautement compétitive dans laquelle les sièges en contreplaqué des Gardners furent fabriqués.   

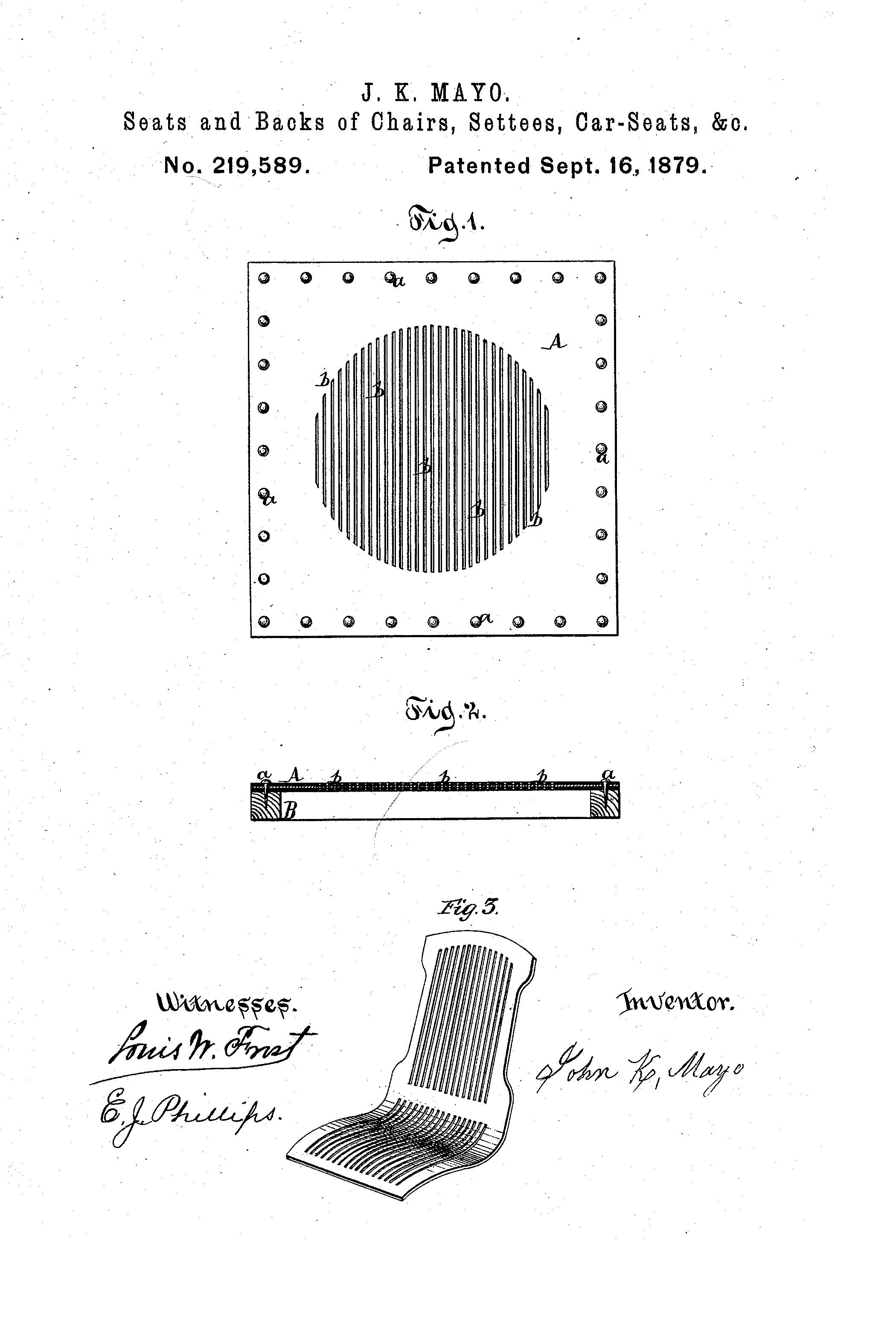
John K. Mayo. Improvement in seats and backs of chairs. settees. car-seats. Brevet US219589A du 16 Septembre 1879.

La réédition du brevet de Gardner de 1879 doit être liée aux procès qui sont lancés contre la société new-yorkaise de fabrication de produits de placage Herz & Co., qui rassemble Martin Herz et John K. Mayo. Un brevet de 1865 de ce dernier décrit de manière complète le contreplaqué moulé ; et un autre de 1868 montre clairement l'assise monobloc mise en place progressivement par Gardner & Co. ; le brevet de 1879 de John K. Mayo propose de construire en contreplaqué des sièges assise et dossier formés d'une seule pièce, formé comme un ensemble durable, résistant, élastique et solide tout en autorisant la ventilation).  
Les descriptions de plus en plus spécifiques de Gardner & Co. sur son invention, tentent de revendiquer un produit qui était clairement à ce stade suffisamment courant pour qu’il ne puisse plus être breveté. La Cour suprême des États-Unis décida que le brevet de Gardner & Co. pour les assises de chaise ne pouvait pas être réémis,.  
Gardner & Co. était souvent représenté aux États-Unis par son agent à Philadelphie, Hutchins & Mabbett. En 1874, Hutchins & Mabbett, reçoit la Médaille de bronze du Franklin Institute lors de la vingt-septième exposition des manufactures américaines. En 1876, Gardner & Co. est exposée à l'Exposition universelle de Philadelphie et à l'Exposition internationale du Chili (en) à Santiago. 
En 1885 l'entreprise s'appelle Gardner, Holmes & Co, lorsque la fabrique de l'entreprise est détruite par le feu le 31 août 1885. L'entreprise disparaît autour de 1888.
Une entreprise estonienne, la Fabrique Luther qui a connu plus de succès a copié les meubles de Gardner & Co., transposant la technique américaine dans le style historique des producteurs de meubles d'Europe centrale,.
Quelques chaises Gardner se retrouvent au Brooklyn Museum ,au Metropolitan Museum of Art et au Victoria and Albert Museum,,.

## Brevets
1. ↑  (en) George Gardner, Improvement in chair-seats : US127045A, 21 mai 1872 (lire en ligne)
2. ↑  (en) George Gardner, Improvement in chair-seats, 21 mai 1872 (lire en ligne)
3. ↑  (en) George Gardner, Improvement in chair-seats : USRE9094, 24 février 1880 (lire en ligne)
4. ↑  (en) William Gardner, Improvement in chairs : US139568A, 3 juin 1873 (lire en ligne)
5. ↑  (en) John K. Mayo, Proved material for roofing : US51735A, 26 décembre 1865 (lire en ligne)
6. ↑  (en) John K. Mayo, Improvement in house decorations, furniture, fittings, and the like : USRE3089E, 18 août 1868 (lire en ligne)
7. ↑  (en) John K. Mayo, Improvement in seats and backs of chairs, settees, car-seats : US219589A, 16 septembre 1879 (lire en ligne)